# Blackout (스콜피언스의 음반)
| 전문가 평가                      | 전문가 평가 |
| 평가 점수                        | 평가 점수   |
| 출처                             | 점수        |
| -------------------------------- | ----------- |
| AllMusic                         | [ 2 ]       |
| Collector's Guide to Heavy Metal | 10/10       |
| Forces Parallèles                | [ 4 ]       |
| Rolling Stone                    | [ 5 ]       |

《Blackout》은 1982년 3월 8일, EMI 레코드와 머큐리 레코드에서 발매된 독일의 하드 록 밴드 스콜피언스의 여덟 번째 스튜디오 음반이다.

## 배경
음반 녹음 도중 목에 문제가 생긴 리드 싱어 클라우스 마이네는 성대 수술을 받아야 했고 녹음도 할 수 있을지는 미지수였다. 이 자료의 데모들은 리드 싱어로 가수 돈 도켄과 함께 녹음되었다. 그러나 이 음반들 중 어느 것도 음반에 수록되지 않았고 도켄은 음반의 백 보컬에 대해서만 들을 수 있다.
1982년 3월 25일~4월 7일자 《케랑!》 12호에서 루돌프 쉥커는 〈China White〉에서 기타 솔로를 선택할 수 없다고 말했기 때문에 미국과 유럽의 발매는 이 작은 세부사항에서 차이를 보였다.
미국 음반 산업 협회는 1982년 6월 24일에 골드를, 1984년 3월 8일에 플래티넘을 인증했다.
〈China White〉는 프로레슬링 태그팀인 월드 챔피언십 레슬링의 스카이스크래퍼스의 입장음악으로 사용되었다.
2017년 《롤링 스톤》은 《Blackout》을 '사상 최고의 메탈 음반 100장' 순위에서 73위로 선정했다.

## 커버 아트
음반 커버에 예술가 고트프리트 헬른바인의 자화상이 그려져 있다. 루돌프 쉥커는 이 캐릭터를 〈No One Like You〉 뮤직 비디오에서 묘사했다.

## 투어
이 밴드는 1982년 《Blackout》을 모토로 9개월간의 투어를 시작했다. 이번 투어에는 110만 명의 관객이 다녀갔다.

## 곡 목록
모든 곡들은 루돌프 쉥커에 의해 작곡하였다.
| #  | 제목                       | 작사                                        | 재생 시간 |
| -- | -------------------------- | ------------------------------------------- | --------- |
| 1. | 〈Blackout〉               | 클라우스 마이네, 헤르만 레어벨, 소냐 키텔센 | 3:49      |
| 2. | 〈Can't Live Without You〉 | 마이네                                      | 3:47      |
| 3. | 〈No One Like You〉        | 마이네                                      | 3:57      |
| 4. | 〈You Give Me All I Need〉 | 레어벨                                      | 3:39      |
| 5. | 〈Now!〉                   | 마이네, 레어벨                              | 2:35      |

| #  | 제목                             | 작사           | 재생 시간 |
| -- | -------------------------------- | -------------- | --------- |
| 6. | 〈Dynamite〉                     | 마이네, 레어벨 | 4:12      |
| 7. | 〈Arizona〉                      | 레어벨         | 3:56      |
| 8. | 〈China White〉                  | 마이네         | 6:59      |
| 9. | 〈When the Smoke Is Going Down〉 | 마이네         | 3:50      |

## 인증
| 국가                                                  | 인증     | 판매량/출하량 |
| ----------------------------------------------------- | -------- | ------------- |
| 캐나다 (뮤직 캐나다)                                  | 플래티넘 | 100,000^      |
| 프랑스 (SNEP)                                         | 골드     | 100,000*      |
| 멕시코 (AMPROFON)                                     | 골드     | 100,000       |
| 미국 (RIAA)                                           | 플래티넘 | 1,000,000^    |
| *판매량을 기반으로 한 인증 ^출하량을 기반으로 한 인증 |          |               |